# محطة لاكروس للطاقة النووية
محطة لاكروس للطاقة النووية هي محطة للطاقة النووية وتتكون من مفاعل نووي خارج الخدمة حالياً ويعمل بالماء المغلي تقع المحطة بالقرب من لاكروس، في مقاطعة فيرنون، بولاية ويسكونسن، على بعد حوالي 17 ميل جنوب لاكروس على طول نهر المسيسيبي.

## نبذة
تم بناء المحطة في عام 1967 كجزء من مشروع اتحادي لإظهار قابلية استخدام الطاقة النووية في زمن السلم. تم تمويل المحطة جزئيًا من قبل لجنة الطاقة الذرية.

## المحطة
كان لدى المحطة قوة كهربائية بقدرة 50 ميجاوات من مفاعل الماء المغلي. في عام 1973 تم نقل المفاعل والوقود بالكامل إلى شركة دريلاند للطاقة.

## الإغلاق
في أبريل 1987 تم إغلاق المحطة بسبب صغر حجم المحطة حيث لم تعد اقتصادية. تم وضع المحطة في SAFSTOR وهو أحد خيارات إيقاف تشغيل محطة الإغلاق النووي في 7 أغسطس 1991.

## التخلص من النفايات
يجري الآن تفكيك محدود وتدريجي، مع وجود خطط لتخزين الوقود المستهلك في الموقع في براميل جافة حتى يتوفر التخزين الفيدرالي. تمت إزالة حوض ضغط المفاعل في مايو 2007 وشحنه إلى منشأة التخلص من النفايات المشعة ذات المستوى المنخفض في ولاية كارولينا الجنوبية. تزن الشحنة حوالي 310 طن وتتطلب سكك حديدية مصممة خصيصًا لنقل النفايات النووية.